# Mokhtar Dhouieb
Mokhtar Dhouieb (ur. 23 marca 1952) – tunezyjski piłkarz występujący na pozycji obrońcy. Uczestnik Mistrzostw Świata 1978.

## Kariera klubowa
Podczas Mistrzostw Świata 1978 reprezentował barwy klubu CS Sfaxien. Grał też w saudyjskim klubie Al-Nassr.

## Kariera reprezentacyjna
Z reprezentacją Tunezji uczestniczył w zwycięskich eliminacjach do Mistrzostw Świata 1978.
Na Mundialu wystąpił we wszystkich trzech meczach grupowych z: reprezentacją RFN, reprezentacją Polski oraz reprezentacją Meksyku. W meczu z Meksykiem strzelił trzecią bramkę dla Tunezji.
Później uczestniczył w przegranych eliminacjach do Mistrzostw Świata 1982.